# هری میچل (بوکسور)
هری میچل (انگلیسی: Harry Mitchell; ۵ ژانویهٔ ۱۸۹۸ – ۸ فوریهٔ ۱۹۸۳) بوکسور اهل بریتانیا بود.